# Battlefords—Lloydminster—Meadow Lake
Circonscription électorale fédérale du Canada
Battlefords—Lloydminster—Meadow Lake (auparavant Battlefords—Lloydminster (1997-2025)) est une circonscription électorale fédérale canadienne dans la province de la Saskatchewan. 

## Géographie
Elle longe la frontière albertaine; les villes les plus importantes sont North Battleford et Lloydminster.
La circonscription fut créée en 1996 à partir des circonscriptions de Kindersley—Lloydminster et The Battlefords—Meadow Lake. Dès le rédistribution de 2012, les circonscriptions limitrophes sont Desnethé—Missinippi—Rivière Churchill, Sentier Carlton—Eagle Creek, Cypress Hills—Grasslands, Lakeland et Battle River—Crowfoot.

1996
2013
2023

## Députés élus
| Législature                                                                              | Années                                                                                   | Député                                                                                   | Député                                                                                   | Parti politique                                                                          |
| Battlefords—Lloydminster issue de Kindersley—Lloydminster et The Battlefords—Meadow Lake | Battlefords—Lloydminster issue de Kindersley—Lloydminster et The Battlefords—Meadow Lake | Battlefords—Lloydminster issue de Kindersley—Lloydminster et The Battlefords—Meadow Lake | Battlefords—Lloydminster issue de Kindersley—Lloydminster et The Battlefords—Meadow Lake | Battlefords—Lloydminster issue de Kindersley—Lloydminster et The Battlefords—Meadow Lake |
| ---------------------------------------------------------------------------------------- | ---------------------------------------------------------------------------------------- | ---------------------------------------------------------------------------------------- | ---------------------------------------------------------------------------------------- | ---------------------------------------------------------------------------------------- |
| 36e                                                                                      | 1997-2000                                                                                |                                                                                          | Gerry Ritz                                                                               | Réformiste                                                                               |
| 36e                                                                                      | 2000                                                                                     |                                                                                          | Gerry Ritz                                                                               | Alliance                                                                                 |
| 37e                                                                                      | 2000-2003                                                                                |                                                                                          | Gerry Ritz                                                                               | Alliance                                                                                 |
| 37e                                                                                      | 2003-2004                                                                                |                                                                                          | Gerry Ritz                                                                               | Conservateur                                                                             |
| 38e                                                                                      | 2004-2006                                                                                |                                                                                          | Gerry Ritz                                                                               | Conservateur                                                                             |
| 39e                                                                                      | 2006-2008                                                                                |                                                                                          | Gerry Ritz                                                                               | Conservateur                                                                             |
| 40e                                                                                      | 2008-2011                                                                                |                                                                                          | Gerry Ritz                                                                               | Conservateur                                                                             |
| 41e                                                                                      | 2011-2015                                                                                |                                                                                          | Gerry Ritz                                                                               | Conservateur                                                                             |
| 42e                                                                                      | 2015- 2017                                                                               |                                                                                          | Gerry Ritz                                                                               | Conservateur                                                                             |
| 42e                                                                                      | 2017-2019                                                                                | Rosemarie Falk                                                                           |                                                                                          | Conservateur                                                                             |
| 43e                                                                                      | 2019–2021                                                                                | Rosemarie Falk                                                                           |                                                                                          | Conservateur                                                                             |
| 44e                                                                                      | 2021–2025                                                                                | Rosemarie Falk                                                                           |                                                                                          | Conservateur                                                                             |
| Battlefords—Lloydminster—Meadow Lake                                                     |                                                                                          |                                                                                          |                                                                                          |                                                                                          |
| 45e                                                                                      | 2025–en cours                                                                            |                                                                                          | Rosemarie Falk                                                                           | Conservateur                                                                             |

## Résultats électoraux
|  | Candidat             | Parti         | #     | %       |
|  | -------------------- | ------------- | ----- | ------- |
|  | Rosemarie Falk       | Conservateur  | 8965  | 69,56 % |
|  | Matt Fedler          | Néo-Démocrate | 1698  | 13,17 % |
|  | Larry Ingram         | Libéral       | 1345  | 10,44 % |
|  | Ken Finlayson        | Indépendant   | 681   | 5,28 %  |
|  | Yvonne Potter-Pihach | Vert          | 200   | 1,55%   |
|  | Total                |               | 12889 |         |

|       | Candidat             | Parti        | # de voix | % des voix |
|       | (sortant) Gerry Ritz | Conservateur | +20 547,  | 61,01 %    |
|       | Larry Ingram         | Libéral      | +05 550,  | 16,48 %    |
|       | Sandra Arias         | NPD          | +05 930,  | 17,61 %    |
|       | Mikaela-Mari Tenkin  | Vert         | +00575,   | 1,71 %     |
|       | Doug Anguish         | Indépendant  | +01 076,  | 3,19 %     |
| Total | Total                | Total        | 33 678    | 100 %      |

|       | Candidat          | Parti        | # de voix | % des voix |
|       | (x) Gerry Ritz    | Conservateur | +19 203,  | 66,9 %     |
|       | Jordan LaPlante   | Libéral      | +00950,   | 3,31 %     |
|       | Glenn Tait        | NPD          | +07 767,  | 27,06 %    |
|       | Norbert Kratchmer | Vert         | +00785,   | 2,73 %     |
| Total | Total             | Total        | 28 705    | 100 %      |

|       | Candidat          | Parti        | # de voix | % des voix |
|       | (x) Gerry Ritz    | Conservateur | +15 621,  | 60,11 %    |
|       | Gregory Nyholt    | Libéral      | +02 140,  | 8,23 %     |
|       | Bob Woloshyn      | NPD          | +06 573,  | 25,29 %    |
|       | Norbert Kratchmer | Vert         | +01 287,  | 4,95 %     |
|       | Harold Stephan    | Héritage     | +00368,   | 1,42 %     |
| Total | Total             | Total        | 25 989    | 100 %      |